# Trypsyna

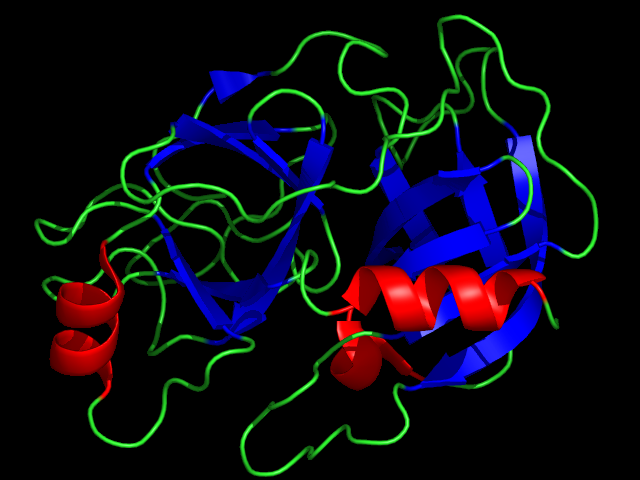
Struktura trypsyny

Trypsyna (EC 3.4.21.4) – enzym trawienny wytwarzany przez część zewnątrzwydzielniczą trzustki.
Jest wydzielany w postaci proenzymu – trypsynogenu, który wchodzi w skład soku trzustkowego. W dwunastnicy pod wpływem niewielkich nawet ilości innego enzymu - enterokinazy dochodzi do aktywacji trypsynogenu. Dzięki autokatalitycznej zdolności trypsyny (przy pH 7,9) szybko dochodzi do pełnego uczynnienia wydzielonego trypsynogenu.
Trypsyna należy do endopeptydaz. Katalizuje hydrolizę wiązań peptydowych w miejscach, w których grupy karbonylowe należą do argininy albo lizyny. W centrum aktywnym trypsyny znajduje się seryna jako główny aminokwas kontaktowy, przez co trypsynę zalicza się do podpodklasy endopeptydaz serynowych. Optymalne warunki działania trypsyny to pH 7–9 i temperatura 37 °C. Efektem jej działania na białko są peptydy o różnej długości łańcucha.